# Reed Diamond
Pour les articles homonymes, voir Diamond.
Reed Diamond est un acteur américain, né le 20 juillet 1967 à New York.
Souvent assimilé aux seconds rôles, il s'est illustré dans des films comme Memphis Belle, Assassins, S.W.A.T. unité d'élite ou Le Stratège mais aussi au sein de nombreuses séries télévisées dont notamment Homicide, Amy, Journeyman, Mentalist, Marvel : Les Agents du SHIELD ou bien Designated Survivor.

## Biographie

### Jeunesse et formation
Reed Diamond est né à Brooklyn. Il a été élevé à Manhattan et a fréquenté la Trinity School.
Il a fréquenté l'Université de Caroline du Nord à Chapel Hill pendant deux ans, puis a étudié le théâtre à la Juilliard School, où il était membre du groupe 20 de la division dramatique (1987-1991).

### Carrière
Il obtient son premier grand rôle en 1995 quand il a rejoint le casting de Homicide.
Il a fait une brève réapparition en tant que détective de police dans l'épisode pilote de la série The Shield, en tant que détective Terry Crowley.
En 2013, il obtient un rôle d'invité dans la série Mentalist, puis son rôle a pris de l'importance lors de la sixième saison.
En juillet 2014, il a obtenu un rôle dans la série Marvel : Les Agents du SHIELD lors de la deuxième saison (Agents of S.H.I.E.L.D.) puis a obtenu des rôles importants dans Wayward Pines, Underground ou encore Designated Survivor.

### Vie privée
Il a été marié à Fredrika Kesten de 1995 à 1997. Depuis 2004, il est marié avec Marnie McPhail, avec qui il a un enfant.

## Filmographie

### Cinéma

#### Longs métrages
- 1990 : Memphis Belle de Michael Caton-Jones : le sergent Virgil Hoogesteger
- 1994 : Danger immédiat (Clear and Present Danger) de Phillip Noyce : le chef des gardes-côte
- 1995 : Assassins de Richard Donner : Bob
- 2001 : Vampire World (The Breed) de Michael Oblowitz : Phil
- 2003 : S.W.A.T. unité d'élite (S.W.A.T.) de Clark Johnson : l'officier David Burress
- 2004 : Spider-Man 2 de Sam Raimi : Algernon
- 2005 : Madison de William Bindley : Skip Naughton
- 2005 : Good Night and Good Luck (Good Night, and Good Luck) de George Clooney : John Aaron
- 2005 : Berkeley de Bobby Roth : Ralph
- 2006 : The Darkroom de Michael Hurst : l'homme
- 2007 : Meet Bill de Bernie Goldmann et Melisa Wallack : Paul
- 2007 : Adrenaline de Robert Archer Lynn : Harvey (voix)
- 2011 : Le Stratège (Moneyball) de Bennett Miller : Mark Shapiro
- 2012 : Beaucoup de bruit pour rien (Much Ado About Nothing) de Joss Whedon : Don Pedro
- 2017 : Confessions of a Teenage Jesus Jerk d'Eric Stoltz : frère Miller
- 2019 : Our Friend de Gabriela Cowperthwaite : Peter
- 2020 : Pearl de Bobby Roth : Marty Siegel
- 2022 : Winter Ball de Gardner Grady Hall : Don Dunker
- 2023 : Off Ramp de Nathan Tape : Gavin
- 2025 : Drop Game (Drop) de Christopher Landon : Richard

Prochainement
- 2024 : The Way We Speak de Ian Ebright : Charles (voix) (en attente d'une date de sortie)

#### Courts métrages
- 2006 : My Wallet de Richard Gonzales : un homme
- 2006 : New Old Capt. Undergarments de Richard Gonzales : un journaliste

### Télévision

#### Téléfilms
- 1991 : Ironclads de Delbert Mann : Leslie Harmon
- 1992 : O Pioneers! de Glenn Jordan : Emil
- 1993 : Blind Spot de Michael Toshiyuki Uno : Charlie
- 1995 : Menaces dans la nuit (Awake to Danger) de Michael Tuchner : Jeffrey Baker
- 1995 : Secrets de Jud Taylor : Thomas Rafferty
- 1995 : Le Feu du secret (Her Hidden Truth) de Dan Lerner : Clay Devereaux
- 1995 : 919 Fifth Avenue de Neil Hagar : Ben Constant
- 1996 : Danielle Steel : La Ronde des souvenirs (Full Circle) de Bethany Rooney : Harry Winslow
- 1997 : La Trahison du père (Indefensible: The Truth About Edward Brannigan) de Brian Dennehy : Eddie Brannigan, Jr.
- 2000 : Homicide: The Movie (en) : l'inspecteur Mike Kellerman
- 2000 : High Noon de Rod Hardy : Harvey Pell
- 2001 : Trois jours pour aimer (Three Days) de Michael Switzer : Andrew Farmer
- 2002 : Sur le chemin de la guerre (Path to War) de John Frankenheimer : l'officier Duty
- 2002 : Plus fort que le silence (Scared Silent) de Mike Robe : Doug Clifson
- 2006 : Faceless : Marcus Ambrose
- 2010 : Firebreather de Peter Chung : Barnes (voix)

#### Séries télévisées
- 1988 : ABC Afterschool Specials : Gary Farrell (saison 17, épisode 1)
- 1991 : Amoureusement vôtre (Loving) : George Connor, Jr. (1 épisode)
- 1991 / 2005 : New York, police judiciaire (Law and Order) : Christopher Baylor / M. Klein (saison 2, épisode 6 et saison 16, épisode 5)
- 1993 : Promo 96 (en) : Stephen Sinclair (3 épisodes)
- 1994 : Au cœur de l'enquête (Under Suspicion) : Bill Palmer (saison 1, épisode 10)
- 1995-1998 : Homicide (Homicide: Life on the Street) : l'inspecteur Mike Kellerman (69 épisodes)
- 1997 : Mighty Ducks : Falcone (voix originale - saison 1, épisode 26)
- 1999-2003 : Amy : Stuart Collins (19 épisodes)
- 2001 : Les Associées (The Huntress) : Mike Kaputo (3 épisodes)
- 2001 : Associées pour la loi (Family Law) : Alan Caldwell (saison 3, épisode 9)
- 2002 : Hôpital San Francisco (Presidio Med) : Wil Raymond (saison 1, épisode 4)
- 2002-2003 : The Shield : l'inspecteur Terry Crowley (3 épisodes)
- 2003 : La Treizième Dimension (The Twilight Zone) : le petit ami (saison 1, épisode 30)
- 2004 : Preuve à l'appui (Crossing Jordan) : Gordon Kimball (saison 4, épisode 6)
- 2004-2005 : À la Maison-Blanche (The West Wing) : Dr Mike Gordon (3 épisodes)
- 2005 : Médium : Jared Swanstrom (saison 1, épisode 6)
- 2005 : Les Experts (CSI: Crime Scene Investigation) : Ray Lester (saison 6, épisode 3)
- 2005 : Numbers : Dr Kenneth Hill (saison 2, épisode 10)
- 2006 : Stargate SG-1 : le major Bryce Ferguson (saison 9, épisode 14)
- 2006 : FBI : Portés disparus (Without a Trace) : Eric Hayes (saison 5, épisode 9)
- 2006 : Vanished : le thérapeute (3 épisodes)
- 2006 : Ghost Whisperer : Dr Martin Schaer (saison 2, épisode 11)
- 2007 : October Road : Gavin Goddard (saison 1, épisode 6)
- 2007 : Journeyman : Jack Vasser (13 épisodes)
- 2008 : Esprits criminels (Criminal Minds) : Craig Bridges (saison 4, épisode 6)
- 2009 : Drop Dead Diva : Chad Billmeyer (saison 1, épisode 2)
- 2009 : Monk : l'agent du FBI Stone (saison 8, épisode 4)
- 2009 : Castle : Dr Cameron Talbot (saison 2, épisode 5)
- 2009 : Cold Case : Affaires classées (Cold Case) : Darren Musk (saison 7, épisode 9)
- 2009-2010 : Dollhouse : Lawrence Dominic (13 épisodes)
- 2010 : 24 heures chrono (24) : Jason Pillar (8 épisodes)
- 2011 / 2013 : Mentalist (The Mentalist) : l'agent du CBI Ray Haffner (5 épisodes)
- 2011 : Los Angeles, police judiciaire (Law and Order: Los Angeles) : Franklin Citron (saison 1, épisode 14)
- 2011-2014 : Franklin and Bash : Damien Karp (40 épisodes)
- 2012 : Desperate Housewives : Greg Limon (2 épisodes)
- 2012 : The Glades : le conseiller Greg Dousett (saison 3, épisode 5)
- 2012 : Wes et Travis (Common Law) : Robert Yule (saison 1, épisode 11)
- 2012-2013 : Bones : l' agent spécial du FBI Hayes Flynn (4 épisodes)
- 2012 : Revolution : le sergent Wheatley (saison 1, épisode 9)
- 2013 : FBI : Duo très spécial (White Collar) : Cole Edwards (saison 4, épisode 12)
- 2014 / 2016 / 2018 : Marvel : Les Agents du SHIELD (Marvel's Agents of S.H.I.E.L.D.) : Werner Reinhardt / Daniel Whitehall, le Kraken (en) (9 épisodes)
- 2014-2015 : State of Affairs : Jules (3 épisodes)
- 2015 : Wayward Pines : Harold Balinger (8 épisodes)
- 2015 : Minority Report : Henry Bloomfield (5 épisodes)
- 2015 : Elementary : Joel Fitzgerald (saison 4, épisode 6)
- 2016 : Underground : Tom Macon (10 épisodes)
- 2016 : Good Girls Revolt : Gordy (3 épisodes)
- 2016-2018 : Designated Survivor : John Forstell (19 épisodes)
- 2017 : Feud : Peter (2 épisodes)
- 2018 : The Purge : Albert Stanton (6 épisodes)
- 2019 : Hawaii 5-0 : Claude Nostromo (saison 9, épisode 13)
- 2019 : Billions : Evan Robards (saison 4, épisode 4)
- 2019 : The Terror : le colonel Stallings (3 épisodes)
- 2019 : Murder (How to Get Away with Murder) : David Golan (saison 6, épisode 7)
- 2020 : 13 Reasons Why : Hansen Foundry, le directeur (7 épisodes)
- 2021 : Harry Bosch (Bosch) : Vincent Franzen (5 épisodes)
- 2021 : Leverage: Redemption : Fletcher Maxwell (2 épisodes)
- 2021 : The Girl in the Woods : Hosea (7 épisodes)
- 2022 : Bosch: Legacy : Vincent Franzen (saison 1, épisode 2)
- 2022 : Gaslit : Mark Felt (mini-série, 2 épisodes)
- 2022 : Better Call Saul : David (saison 6, épisode 9)
- 2022-2023 : The Mosquito Coast : Carter Albrecht (4 épisodes)
- 2023 : Orphan Black: Echoes : Tom (8 épisodes)
- 2024 : New York, crime organisé (Law and Order: Organized Crime) : Noah Cahill (2 épisodes)

### Jeu vidéo
- 2019 : Telling Lies : Mike (voix originale)

## Voix francophones
En France, Régis Reuilhac (dans 8 séries et 2 téléfilms), Éric Legrand (dans 9 séries) et Bertrand Liebert (dans 5 séries et un film) sont les voix françaises les plus régulières en alternance de Reed Diamond. Arnaud Arbessier et Alexis Victor l'ont également doublé respectivement à quatre et trois reprises.
Au Québec, plusieurs comédiens ont doublé l'acteur.